# Oncis schneideri
Oncis schneideri is een slakkensoort uit de familie van de Onchidiidae. De wetenschappelijke naam van de soort is voor het eerst geldig gepubliceerd in 1932 door Hoffmann.